# 電子情報開示
電子（的）情報開示（でんし（てき）じょうほうかいじ）、電子（的）証拠開示（でんし（てき）しょうこかいじ）、あるいはeディスカバリ（ー）（Electronic discovery、e-discovery）は、民事訴訟における開示手続（discovery）であって、電子的に保存されている情報に関するものを指す。ここで電子的に保存されているとは、情報が電子的な媒体（磁気ディスク、光ディスクなど）に記録されているという意味である。

## 概要
電子情報は、その無形性、量、一過性および持続性の点で紙に記録された情報とは異なっている。さらに、電子情報は、紙に記録された情報には通常めったに見られないメタデータを伴う。電子情報開示は、弁護士、顧客、テクニカル・アドバイザーおよび裁判所にとって新しい問題を提起し、また新しい活躍の機会を提供する。これは、情報の収拾、精査、相手方への提出といった各局面において現れてくる。
以下、アメリカ合衆国における電子情報開示を中心に説明する。
アメリカ合衆国においては、連邦民事訴訟規則 (Federal Rules of Civil Procedure) が2006年12月1日に改正され、電子情報開示に関する規定が整備された。そのうち、特に電子情報開示と関連があるのは16条と26条である。
電子情報開示の対象となるデータには、電子メール、インスタントメッセージ（IM）のチャット記録、Microsoft Office等で作成されたファイル、会計データ、CADやCAMのファイル、ウェブサイトなど、すべての電子的に保存された情報であって訴訟の証拠になりうるものが含まれる。「生データ (raw data)」はもちろん開示の対象となるが、専門家はここからさらに隠れた情報を読み取ることができる。データの本来のファイルフォーマットは原始（native）フォーマットと呼ばれる。電子情報開示においては、訴訟当事者は、複数のフォーマットのうちのいずれかによって情報を精査することができる。この中には、紙に印刷されたもの、原始フォーマット、およびTIFFイメージが含まれる。仮に原始フォーマットがMicrosoft Wordのファイルで10ページ分のデータを含んでいたとすれば、これを電子情報開示の専門業者に依頼して10ページのTIFFイメージに変換してもらうことができる。提出された書類は、ベイツナンバー（Bates numbering）方式によって、番号がつけられる。
電子情報開示の分野で働く者は、自分たちの職域を「訴訟サポート」と呼ぶことが多い。
従来は、情報開示されたデータから有意な情報を検索・抽出するために、弁護士が目視レビューを行っていた。eディスカバリーの対象データは膨大にあり、そこから訴訟に使える証拠等を抽出するのは多額の費用が掛かり、米国の訴訟コスト高騰の一因となっていた。近年では、人工知能により対象データから有意な情報を取り出すコンピュータ・フォレンジクスが活用されてきている。この分野では、UBIC（現社名：FRONTEO）などがeディスカバリー対応サービスを提供している。

## 歴史

### 書類のコーディング
書類をよりよく組織し管理するために、弁護士やパラリーガルは、書類の属性のフィールドごとにコード（符号）を振り、書類を精査する際に簡単に分類し参照できるように、この情報をデータベースに入力する。このように書類から収集しデータベースに入力される情報の中には、受信者名、送信者名、書類の種類（例えば手紙、メモ、意見書、その他など）、書類作成日などが含まれる。歴史的には、この作業は弁護士事務所内の訴訟担当チームが行ったり、業者に外注して作業させたりしていた。「書類」が紙に記録されたものから電子的に保存されたものに変化していくにつれて、この作業は次第に電子ファイルの処理に置き換えられてきている。しかし、紙の書類のコーディングは、ペンが完全にコンピュータに置き換えられるまでは、完全になくなることはないだろう。
コーディングは手作業で行われ、大変な費用と時間がかかる作業になりがちである。したがって、往々にしてこのプロセスを外部業者に委託することが検討される。現在では、単純な書類分類上（bibliographic）のフィールドに関するコード付けは、多くの場合、訴訟が起こった地よりも労働コストの低い国の業者に外注される。例えば、アメリカやイギリス連邦諸国の訴訟に関連した書類のコード付けを、英語を理解する者の人口が多いインドに外注する傾向があるのは当然ともいえる。また、大規模な法律事務所が、書類の精査とコーディングの仕事を契約弁護士（contract attorney）に担当させることもよくあることである。契約弁護士とは、日給で期限を限って雇用される弁護士である。

## 電子情報開示におけるコーディングの容易性
コーディングの容易さという点で、通常の紙の書類の開示と比べて電子情報開示が優れている点のひとつに、自動的な作業で行われうるということがあげられる。すなわち、電子的ファイルを収集し、そのメタデータを抽出し、情報をデータベースに記録するまでの作業が自動的に行われるということである。この作業にかかる費用は通常の場合と比べて低く抑えられる。というのも、作業完了にかかる時間が短縮されるだけでなく、作業主体が人間ではなく機械となるからである。
このような手順を踏んだ場合、捕捉できる分野の数はファイルに付されているメタデータの量だけによって限定される。電子情報開示において利用される分野の主なものとしては、宛先、発信者、写送付先、ブラインドコピー（Bcc）送付先、メッセージの発信日時、件名、本文、書類作成者、書類の日付、書類作成日、最新版作成日などがある。
通常、電子的情報開示が必要となったときには訴訟サポート業者が起用される。業者は、データから最良の結果が得られるための処理方法などについてのアドバイスをし、ソフトウェアを使ってファイルから必要な情報を捕捉する。こういったソフトウェアは、業者が独自に開発する場合もあれば、EnCase、I-Pro、DiscoverE、Z-print、Discovery Crackerといった市販のソフトウェアを使う場合もある。
生のデータから捕捉した情報を使って、ロードファイル（load file）またはデータベースが構築される。このロードファイルやデータベースは、ソフトウェアによって、またはアプリケーションサービスプロバイダを通じて加工される。

## 電子的メッセージの保管
証拠の提出が、データにアクセスできないなどの理由で、遅れたり不可能になったりすることが少なからずある。バックアップのテープが見つからなかったり、その内容が破棄されたり上書きされているような場合である。このような状況が重大な結末につながったのが、ズブレイク対UBSウォーバーグ（Zubulake vs. UBS Warburg LLC）事件である。この訴訟においては、原告は一貫して、彼女の主張を裏付けるのに必要な証拠がUBSのコンピュータシステムに保存されていると主張していた。
UBSは、提出を求められた電子メールを発見できず、また、一部のメールはすでに破棄されていた。そこで裁判所はそのようなメールが存在していた可能性が強いと判断した。裁判所によれば、UBSの法務部が電子メールを含む情報開示の対象となりうる証拠については保存しておくようにとの指示があったことは認められるものの、その指示の対象となる者は必ずしもそれに従っていなかった。こういった判断のもと、裁判所はUBSに対して厳しい制裁を科した。
連邦最高裁判所は、2006年に連邦民事訴訟規則を改正し、この中で史上初めて、電子メールやIMのチャット記録も、訴訟に関係があれば保存して提出しなければならない電子的記録の範囲内にあるものとして明確に例示された。2005年から2007年にかけて、IMはビジネスにおける通信手段としてにわかに台頭し（IMのビジネスでの使用についての項参照）、電子メールと同様にビジネスの場で普遍的に利用されるようになってきた。これによって、企業は電子メールと同様にIMチャット記録も保存し検索できるような手段を採ることの検討を余儀なくされるにいたっている。
電子メールとIMの双方を電子的に保存することができれば、電子情報開示において電子メールやIMチャット記録を検索することは比較的単純な作業となる。情報保存システムの中には、メッセージやチャットに特有のコードを付することによってそれらが本物であることを担保することができるものがある。こういったシステムにより、元のメッセージを変更したり、メッセージを削除したり、権限のないものがメッセージにアクセスすることを防ぐことができる。
電子的記録の開示においてもうひとつ重要なことは、情報を適時に開示することである。2000年の3月に、アル・ゴア（Al Gore）副大統領（当時）の政治資金調達に対する連邦司法省の調査があった。この事件においては、ホワイトハウスの弁護士であったベス・ノートン（Beth Norton）が、625巻のバックアップテープから必要な情報を探し出すには6か月程度かかると発言した。これ以来、電子的記録の適時の開示を強制するにはどうしたらよいか議論されていたが、2006年の連邦民事訴訟規則の改正は、こういった議論と検討が実を結んだものである。
最新のメッセージ保管システムによって、弁護士やテクノロジーの専門家は、電子的メッセージを効果的に保存し、適時に検索することができるようになっている。

## 外部サイト
- Federal Judicial Center: Materials on Electronic Discovery
- The Sedona Conference
- The InfoGovernance Engagement Area
- 情報ガバナンス研究室　eDiscover